# Parafia św. Mikołaja w Żydowie
Parafia Świętego Mikołaja – rzymskokatolicka parafia znajdująca się we wsi Żydowo, w gminie Rokietnica, w powiecie poznańskim. Należy do dekanatu szamotulskiego.
Parafia administruje cmentarzem.